# Bace
Bace (izvirno srbsko Баце) je naselje v Srbiji, ki upravno spada pod Občino Prokuplje; slednja pa je del Topliškega upravnega okraja.

## Demografija
V naselju, katerega izvirno (srbsko-cirilično) ime je Баце, živi 256 polnoletnih prebivalcev, pri čemer je njihova povprečna starost 50,2 let (46,9 pri moških in 53,4 pri ženskah). Naselje ima 119 gospodinjstev, pri čemer je povprečno število članov na gospodinjstvo 2,39.
To naselje je, glede na rezultate popisa iz leta 2002, večinoma srbsko, a v času zadnjih treh popisov je opazno zmanjšanje števila prebivalcev.
|  |

| Demografija | Demografija     | Demografija     |
| Leto        | Št. prebivalcev | Št. prebivalcev |
| ----------- | --------------- | --------------- |
|             |                 |                 |
|             |                 |                 |
|             |                 |                 |
|             |                 |                 |
| 1948        | 819             |                 |
| 1953        | 831             |                 |
| 1961        | 735             |                 |
| 1971        | 630             |                 |
| 1981        | 509             |                 |
| 1991        | 376             | 376             |
| 2002        | 307             | 284             |
|             |                 |                 |

| Etnična sestava po popisu iz leta 2002 | Etnična sestava po popisu iz leta 2002 | Etnična sestava po popisu iz leta 2002 | Etnična sestava po popisu iz leta 2002 | Etnična sestava po popisu iz leta 2002 |
| -------------------------------------- | -------------------------------------- | -------------------------------------- | -------------------------------------- | -------------------------------------- |
| Srbi                                   | Srbi                                   |                                        | 282                                    | 99,29%                                 |
| Črnogorci                              | Črnogorci                              |                                        | 2                                      | 0,70%                                  |
| Neznano                                | Neznano                                |                                        | 0                                      | 0,0%                                   |